# Gonorrinquiformes

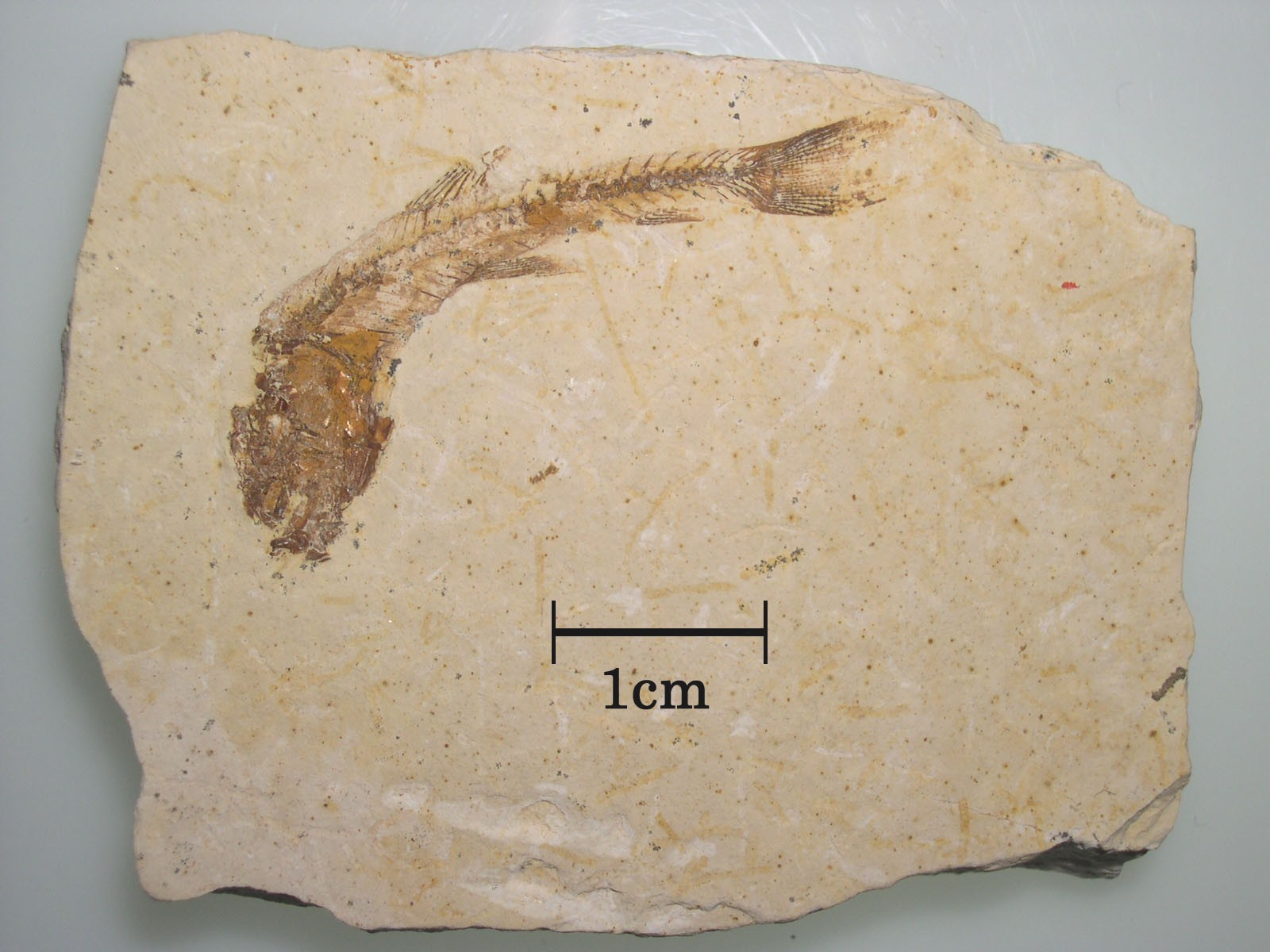
Dastilbe, Gonorynchiforme extingit

Els gonorrinquiformes (Gonorynchiformes) són un ordre de peixos osteïctis.

## Particularitats
Ans que moltes famílies són reduïdes en els temps presents, hi ha molts gèneres fòssils.

## Famílies i gèneres
- subordre Chanoidei
  - família Chanidae
- subordre Gonorynchoidei
  - família Gonorynchidae
- subordre Knerioidei
  - família Kneriidae
  - família Phractolaemidae

## Gonorrinquiformes fòssils
Entre els gèneres i famílies fòssils cal mencionar:
- Gèneres:
  - Notogoneus
  - Charitosomus
  - Ramallichthys
  - Charitopsis
- Subfamília Chaninae
  - Dastilbe
  - Parachanos
  - Tharrhias